# Robert Geßner
Robert Geßner, eigentlich Roberto Belohlavek (* 5. Mai 1889 in Venedig; † 22. Oktober 1973 in Born a. Darß) war ein deutscher Landschaftsmaler und Kunstlehrer.

## Leben
Robert Geßner war ein Sohn des tschechischen Kunstmalers Alberto Belohlavek, der unter dem Künstlernamen Geßner in Österreich und Berlin lebte. Er absolvierte ein Studium an der Akademie der bildenden Künste in Wien und war dann freischaffend in Berlin-Wilmersdorf tätig. Er weilte in den 1930er Jahren regelmäßig in Prerow auf dem Darß. In der Zeit des Nationalsozialismus war er Mitglied des Frontkämpferbundes bildender Künstler und der Reichskammer der bildenden Künste.
Nachdem 1943 bei einem Bombenangriff seine Berliner Wohnung und sein gesamtes Werk zerstört worden waren, übersiedelte er nach Born, wo er seit 1942 ein Haus besaß. In den ersten Nachkriegsjahren war er in Born als Zeichenlehrer tätig. Er wurde zum Maler der Darßer Landschaft und der Borner Häuser. Seine Werke wurden auf Ausstellungen in Rostock, Ahrenshoop und Prerow gezeigt, das Darß-Museum in Prerow zeigt mehrere seiner Ölbilder mit Motiven vom Darß aus den Jahren 1955 bis 1960.

„Seine besondere Begabung war die Wiedergabe der Lichtwirkungen der Sonne in den verschiedenen Naturerscheinungen.“

## Werke (Auswahl)
- Abendstimmung auf dem Darß. Öl auf Leinwand, 59,5 × 72,8 cm[3]
- Bauernkaten. Öl auf Leinwand, 44,5 × 61 cm[4]
- Darßer Weststrand.[5]

## Teilnahme an Ausstellungen in der Zeit des Nationalsozialismus
- 1939 und 1940: Berlin („Frühjahrsausstellung des Frontkämpferbundes bildender Künstler“)
- 1941: Berlin, Preußische Akademie der Künste („Kunstausstellung des Hilfswerks für die deutsche bildende Kunst in der NS-Volkswohlfahrt“)